# Марабу
Марабу (Leptoptilos crumeniferus)
- Поднебље: тропски и суптропски предели Африке
- Станиште: мочваре, обале језера и река, саване, полупустиње
- Морфологија: висина до 150 cm, распон крила 180-300 cm, маса 5-9 kg.

## Начин живота
Надувавањем "кесе" на врату показују различита осећања. Због необичног изгледа, марабуа зову родом-ађутантом. Станарица, живе у јатима. Лете споро, користећи ваздушне струје за уздизање на велике висине. Гнезде се у колонијама које чини 20-60 парова. Женка полаже 3-5 јаја, на којима, смењујући се, родитељи леже до 36 дана. Млади потпуно оперјају крајем четвртог месеца живота. Марабуи изводе ритуални љубавни плес, праћен спорим подизањем и спуштањем главе, при чему испуштају карактеристичне звуке.
Хране се сисарима, гмизавцима, птицама, јајима, бескичмењацима, стрвинама.
Животни век у дивљини до 20 година, у вештачким условима нешто дуже.